# Saint-Cyr-la-Roche
Pour les articles homonymes, voir Saint-Cyr et La Roche.
Saint-Cyr-la-Roche est une commune française située dans le département de la Corrèze en région Nouvelle-Aquitaine.
Ses habitants  sont appelés les Saint-Cyriens.
Site web de la commune : https://www.intramuros.org/saint-cyr-la-roche

## Géographie
Un kilomètre et demi au nord-ouest d'Objat et 17 kilomètres au nord-ouest de Brive-la-Gaillarde, Saint-Cyr-la-Roche est établi sur une hauteur dominant la vallée du ruisseau du Mayne, cours d'eau qui marque la limite orientale de la commune.

### Communes limitrophes

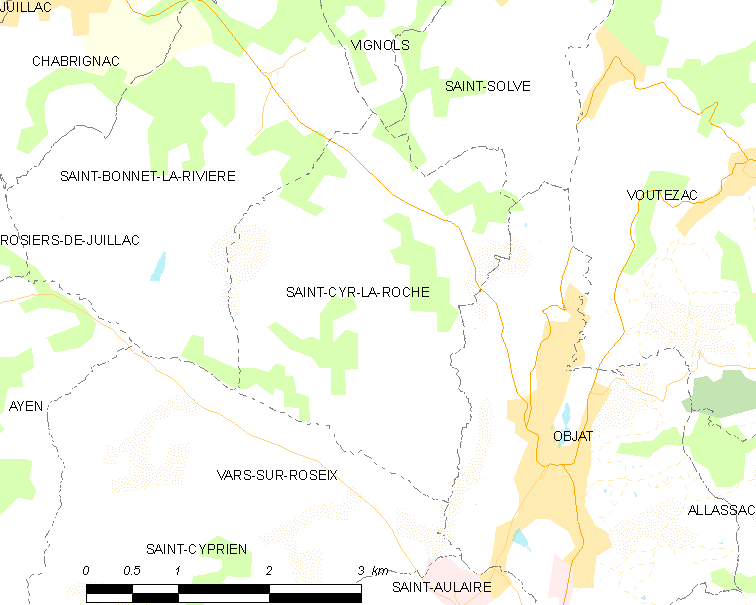
Carte de Saint-Cyr-la-Roche et des communes avoisinantes.

Saint-Cyr-la-Roche est limitrophe de cinq autres communes dont Vignols au nord sur environ de 220 mètres.
Au nord-est, son territoire est distant de moins de 600 mètres de celui de Voutezac, et à l'ouest, Saint-Cyprien est à une distance équivalente.
|                         | Vignols            | Saint-Solve |
| Saint-Bonnet-la-Rivière | Saint-Cyr-la-Roche | Objat       |
|                         | Vars-sur-Roseix    |             |

### Climat
Pour des articles plus généraux, voir Climat de la Nouvelle-Aquitaine et Climat de la Corrèze.
Historiquement, la commune est exposée à un climat océanique aquitain.  
En 2020, Météo-France publie une typologie des climats de la France métropolitaine dans laquelle la commune est exposée à un climat océanique altéré et est dans la région climatique  Ouest et nord-ouest du Massif Central, caractérisée par une pluviométrie annuelle de 900 à 1 500 mm, maximale en automne et en hiver.
Pour la période 1971-2000, la température annuelle moyenne est de 12,6 °C, avec  une amplitude thermique annuelle de 15,6 °C. Le cumul annuel moyen de précipitations est de 1 017 mm, avec 12,7 jours de précipitations en janvier et 7,4 jours en juillet. Pour la période 1991-2020, la température moyenne annuelle observée sur la station météorologique la plus proche, située sur la commune de Voutezac à 4 km à vol d'oiseau, est de 12,2 °C et le cumul annuel moyen de précipitations est de 1 014,2 mm,. Pour l'avenir, les paramètres climatiques de la commune estimés pour 2050 selon différents scénarios d’émission de gaz à effet de serre sont consultables sur un site dédié publié par Météo-France en novembre 2022.

## Urbanisme

### Typologie
Au 1er janvier 2024, Saint-Cyr-la-Roche est catégorisée commune rurale à habitat dispersé, selon la nouvelle grille communale de densité à 7 niveaux définie par l'Insee en 2022.
Elle est située hors unité urbaine. Par ailleurs la commune fait partie de l'aire d'attraction de Brive-la-Gaillarde, dont elle est une commune de la couronne,. Cette aire, qui regroupe 80 communes, est catégorisée dans les aires de 50 000 à moins de 200 000 habitants,.

### Occupation des sols
L'occupation des sols de la commune, telle qu'elle ressort de la base de données européenne d’occupation biophysique des sols Corine Land Cover (CLC), est marquée par l'importance des territoires agricoles (72,7 % en 2018), en diminution par rapport à 1990 (81,7 %). La répartition détaillée en 2018 est la suivante : 
prairies (39,2 %), zones agricoles hétérogènes (28,6 %), forêts (21 %), zones urbanisées (6,3 %), terres arables (4,9 %).
L'évolution de l’occupation des sols de la commune et de ses infrastructures peut être observée sur les différentes représentations cartographiques du territoire : la carte de Cassini (XVIIIe siècle), la carte d'état-major (1820-1866) et les cartes ou photos aériennes de l'IGN pour la période actuelle (1950 à aujourd'hui).

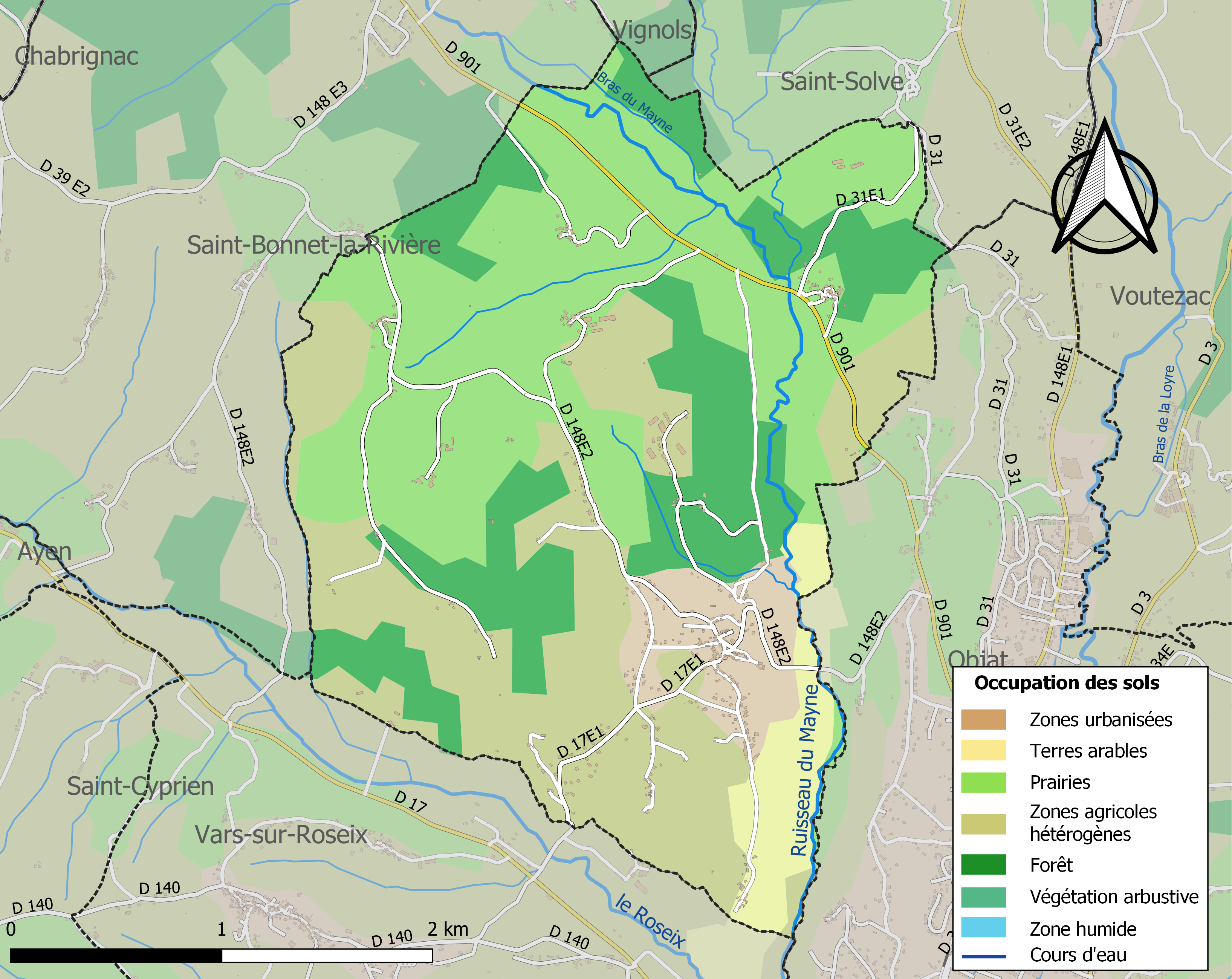
Carte des infrastructures et de l'occupation des sols de la commune en 2018 (CLC).

### Risques majeurs
Le territoire de la commune de Saint-Cyr-la-Roche est vulnérable à différents aléas naturels : météorologiques (tempête, orage, neige, grand froid, canicule ou sécheresse), feux de forêts, mouvements de terrains et séisme (sismicité très faible). Il est également exposé à un risque particulier : le risque de radon. Un site publié par le BRGM permet d'évaluer simplement et rapidement les risques d'un bien localisé soit par son adresse soit par le numéro de sa parcelle.

#### Risques naturels

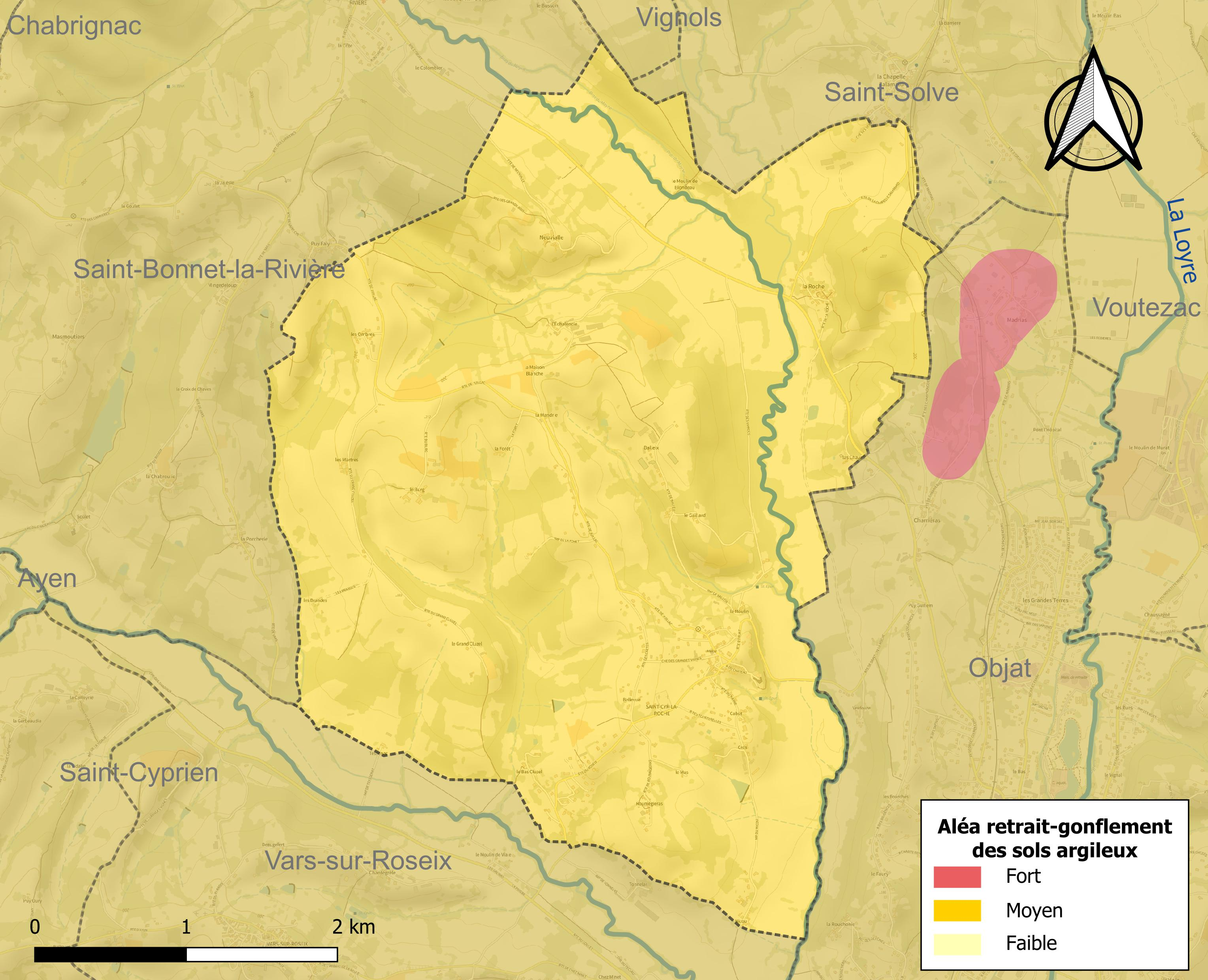
Carte des zones d'aléa retrait-gonflement des sols argileux de Saint-Cyr-la-Roche.

La commune est vulnérable au risque de mouvements de terrains constitué principalement du retrait-gonflement des sols argileux. Cet aléa est susceptible d'engendrer des dommages importants aux bâtiments en cas d’alternance de périodes de sécheresse et de pluie. La totalité de la commune est en aléa moyen ou fort (26,8 % au niveau départemental et 48,5 % au niveau national). Sur les 231 bâtiments dénombrés sur la commune en 2019,  231 sont en aléa moyen ou fort, soit 100 %, à comparer aux 36 % au niveau départemental et 54 % au niveau national. Une cartographie de l'exposition du territoire national au retrait gonflement des sols argileux est disponible sur le site du BRGM,.
Concernant les feux de forêt, aucun plan de prévention des risques incendie de forêt (PPRIF) n’a été établi en Corrèze, néanmoins le code de l’urbanisme impose la prise en compte des risques dans les documents d’urbanisme. Le périmètre des servitudes d'utilité publique et des zones d'obligation légale de débroussaillement pour les particuliers est quant à lui défini pour la commune dans une carte dédiée. 

#### Risque particulier
Dans plusieurs parties du territoire national, le radon, accumulé dans certains logements ou autres locaux, peut constituer une source significative d’exposition de la population aux rayonnements ionisants. Certaines communes du département sont concernées par le risque radon à un niveau plus ou moins élevé. Selon la classification de 2018, la commune de Saint-Cyr-la-Roche est classée en zone 3, à savoir zone à potentiel radon significatif. 

## Toponymie
Le nom de la commune provient pour partie de saint Cyr et de sa mère sainte Julitte, saints chrétiens du IVe siècle, honorés dans l'église paroissiale qui porte leurs noms.

## Histoire
La plus ancienne mention de Saint-Cyr date de sa prise sur les Anglais au XIVe siècle.
C'est une baronnie appartenant aux marquis de Pompadour au XVIe siècle (in-quarto dans les armoiries de Saint Cyr).
Pendant la Révolution, la commune s'appellera Aubepeyre.

## Politique et administration
| Période                                  | Période      | Identité        | Étiquette | Qualité |
| ---------------------------------------- | ------------ | --------------- | --------- | ------- |
| Les données manquantes sont à compléter. |              |                 |           |         |
|                                          |              |                 |           |         |
| 1995                                     | 2001         | André Veyriras  |           |         |
| mars 2001                                | 2008         | Paul Pilou      |           |         |
| mars 2008                                | juillet 2020 | Philippe Delage | PS        | Cadre   |
| juillet 2020                             | En cours     | Nelly Duffaut   |           |         |

## Démographie
L'évolution du nombre d'habitants est connue à travers les recensements de la population effectués dans la commune depuis 1793. Pour les communes de moins de 10 000 habitants, une enquête de recensement portant sur toute la population est réalisée tous les cinq ans, les populations de référence des années intermédiaires étant quant à elles estimées par interpolation ou extrapolation. Pour la commune, le premier recensement exhaustif entrant dans le cadre du nouveau dispositif a été réalisé en 2005.

En 2022, la commune comptait 458 habitants, en évolution de −8,95 % par rapport à 2016 (Corrèze : −0,59 %, France hors Mayotte : +2,11 %).
| 1793 | 1800 | 1806 | 1821 | 1831 | 1836 | 1841 | 1846 | 1851 |
| ---- | ---- | ---- | ---- | ---- | ---- | ---- | ---- | ---- |
| 572  | 608  | 627  | 657  | 659  | 674  | 690  | 715  | 732  |

| 1856 | 1861 | 1866 | 1872 | 1876 | 1881 | 1886 | 1891 | 1896 |
| ---- | ---- | ---- | ---- | ---- | ---- | ---- | ---- | ---- |
| 727  | 742  | 756  | 690  | 752  | 701  | 726  | 674  | 639  |

| 1901 | 1906 | 1911 | 1921 | 1926 | 1931 | 1936 | 1946 | 1954 |
| ---- | ---- | ---- | ---- | ---- | ---- | ---- | ---- | ---- |
| 606  | 701  | 707  | 544  | 520  | 450  | 380  | 344  | 332  |

| 1962 | 1968 | 1975 | 1982 | 1990 | 1999 | 2005 | 2006 | 2010 |
| ---- | ---- | ---- | ---- | ---- | ---- | ---- | ---- | ---- |
| 302  | 290  | 296  | 288  | 276  | 326  | 399  | 404  | 470  |

| 2015 | 2020 | 2022 | - | - | - | - | - | - |
| ---- | ---- | ---- | - | - | - | - | - | - |
| 496  | 469  | 458  | - | - | - | - | - | - |

## Lieux et monuments
Au Moyen Âge, le village de Saint Cyr comprenait un château en son centre et deux maisons fortes protégeant les entrées au sud (côtoyant l'église) et à l'est (côtoyant la chapelle). Un départ de souterrain reliant les différentes maisons fortes est visible dans une maison (mais inaccessible pour raisons de sécurité)[réf. nécessaire].
Du château Pompadour au centre du bourg, seuls subsistent certains éléments architecturaux (une fenêtre à meneaux) dans un bâtiment de petite taille, vestige de l’ancienne maison noble. Une série de tombes carolingiennes a été découverte en 2007 dans les dépendances de cette maison, ainsi que dans un jardin, qui s'inscrivait très  probablement dans le périmètre de l’ancien château, preuve d’un peuplement ancien très certainement dû à une situation défensive.
La commune de Saint-Cyr possède un autre château au lieu-dit le Burg. Il appartenait au Moyen Âge aux seigneurs Bertin du Burg (armoiries de Saint Cyr).

### L'église Saint-Cyr, Sainte-Julitte

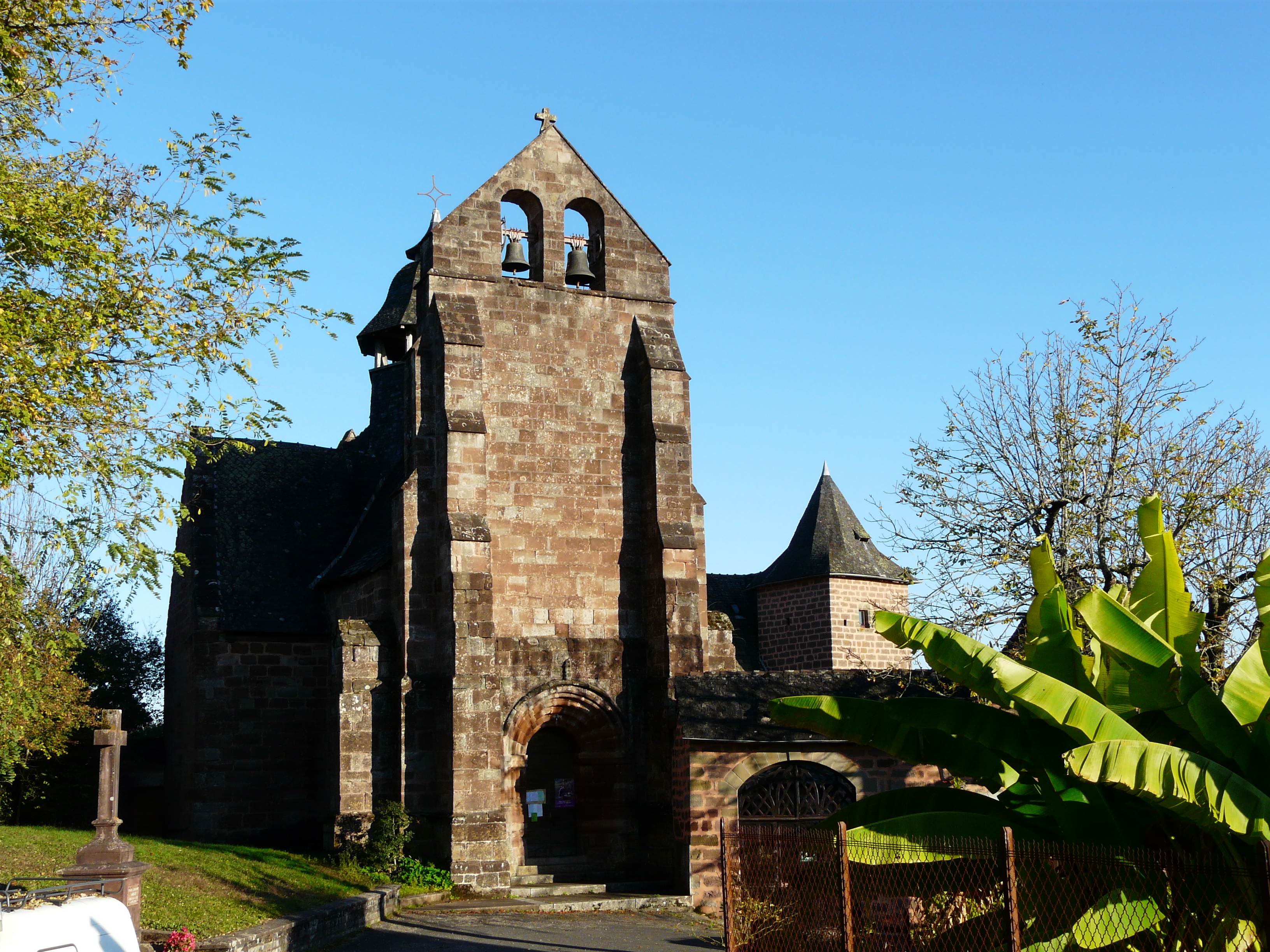
L'église Saint-Cyr-Sainte-Julitte (à droite l'entrée et une tour du manoir).

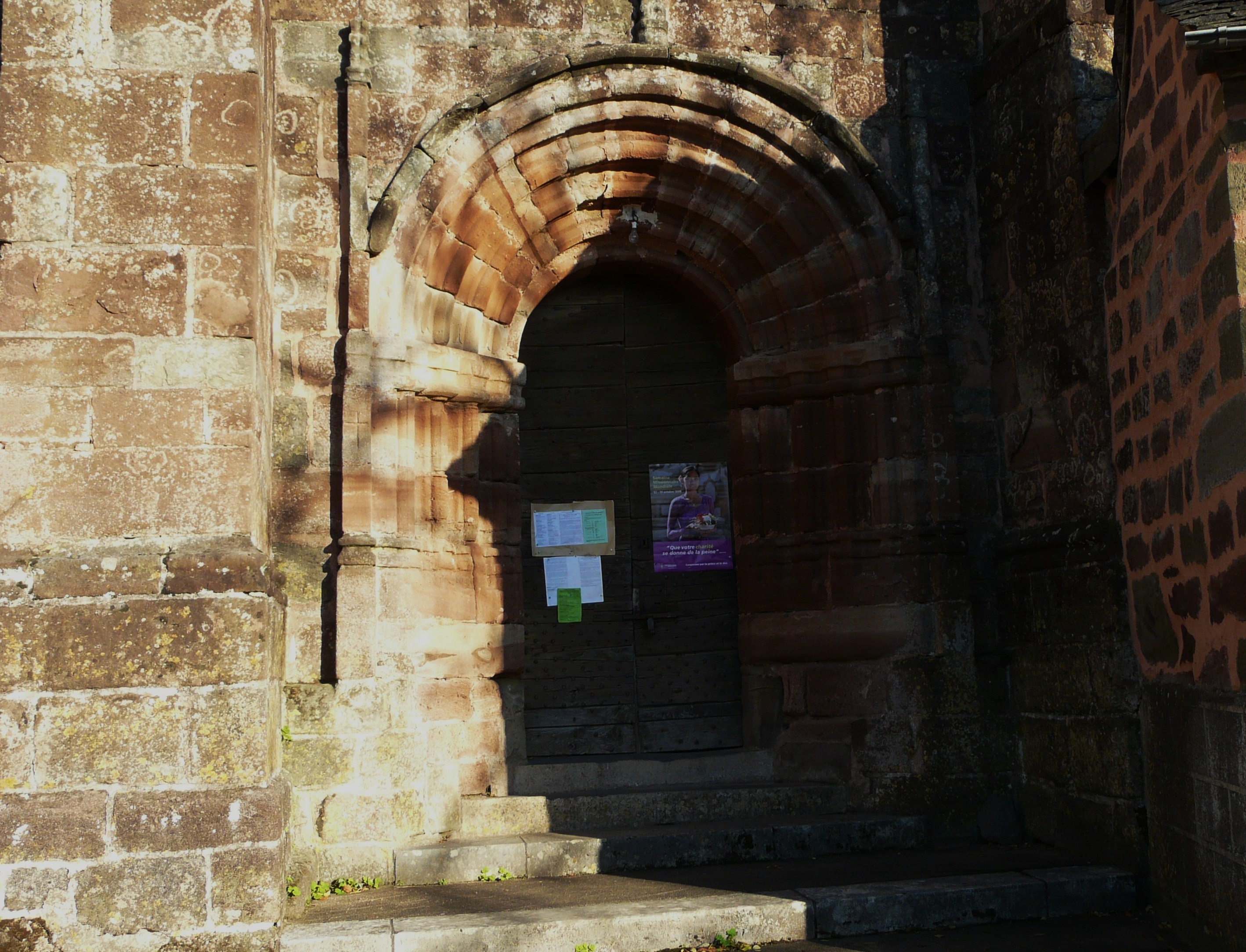
Le portail de l'église.

L'église Saint-Cyr Sainte-Julitte semble bâtie sur les contreforts d'un ancien château.[réf. nécessaire]
Elle a été reconstruite à la fin du XVe siècle[réf. nécessaire] avec du matériel de récupération comme l'atteste la présence aléatoire dans les murs de pierres de grès vert, utilisées comme pierres d'angle ou linteaux de portes et de fenêtres, ou de meurtrière en raison de leurs plus grandes dureté et résistance, ou de pierres d'assise de charpente (pierre en U).
Régulière et voûtée, elle est classée monument historique dès 1840, notamment en raison d'un important vitrail représentant une Crucifixion datant probablement de la même époque.
On distingue également sur les murs, une peinture d'appareil de la fin du Moyen Âge.
Le retable polychrome (grappes de raisin et feuilles de vigne) a été verni à la fin du siècle dernier. Une litre (bandeau funéraire) serait également présente dans une chapelle de l'église.[réf. nécessaire]
Des tombeaux existent dans les piliers de l'église.
Dans le mobilier de l’église, se trouvent plusieurs objets classés monuments historiques au titre objet :
- une statue de saint Jean-Baptiste, du XVIIe siècle, en bois peint et doré, en assez mauvais état[26] ;
- une statue de sainte Julitte du XVe siècle, en pierre peinte : seule subsiste la tête, en mauvais état, la polychromie est en mauvais état[27].

### Le vitrail ditdu coup de Lance
Situé sur le mur sud du chœur, le vitrail (haut de 1,20 m et large de 1,60 m) dont seule la moitié supérieure subsiste, offre une composition admirable ainsi que des coloris remarquables. Il a été classé monument historique en même temps que l’église.
En arrière-plan, sous un ciel bleu où l'on distingue à droite la lune, et à gauche le soleil, se découpe une ville.
Au centre, sur la croix en tau, le Christ, en périzonium court et aux bras presque horizontaux, incline la tête vers la gauche. Autour de lui se presse le monde bourgeois du XVe siècle tandis que des soldats casqués sont également rassemblés. Un cavalier se tient de chaque côté de la croix. Celui de gauche brandit une longue lance qui perce le flanc du Christ. D’autres soldats tirent au sort la tunique du Christ.
À gauche au pied de la croix, la Pâmoison de la Vierge est représentée : couchée, elle est entourée des saintes femmes et de saint Jean qui la réconfortent. Sainte Marie Madeleine tient la croix. Trois anges, deux dans le ciel, un au pied de la croix sont porteurs de calices dans lesquels ils recueillent le sang du crucifié.
Les personnages qui sont mis en scène sont vêtus de costumes de la fin du Moyen Âge et l'on peut admirer le détail des pourpoints verts, bleus, rouges, posés sur des housseaux collants et garnis de broderies d'or.

### Chapelle Notre-Dame d’Aubepeyres

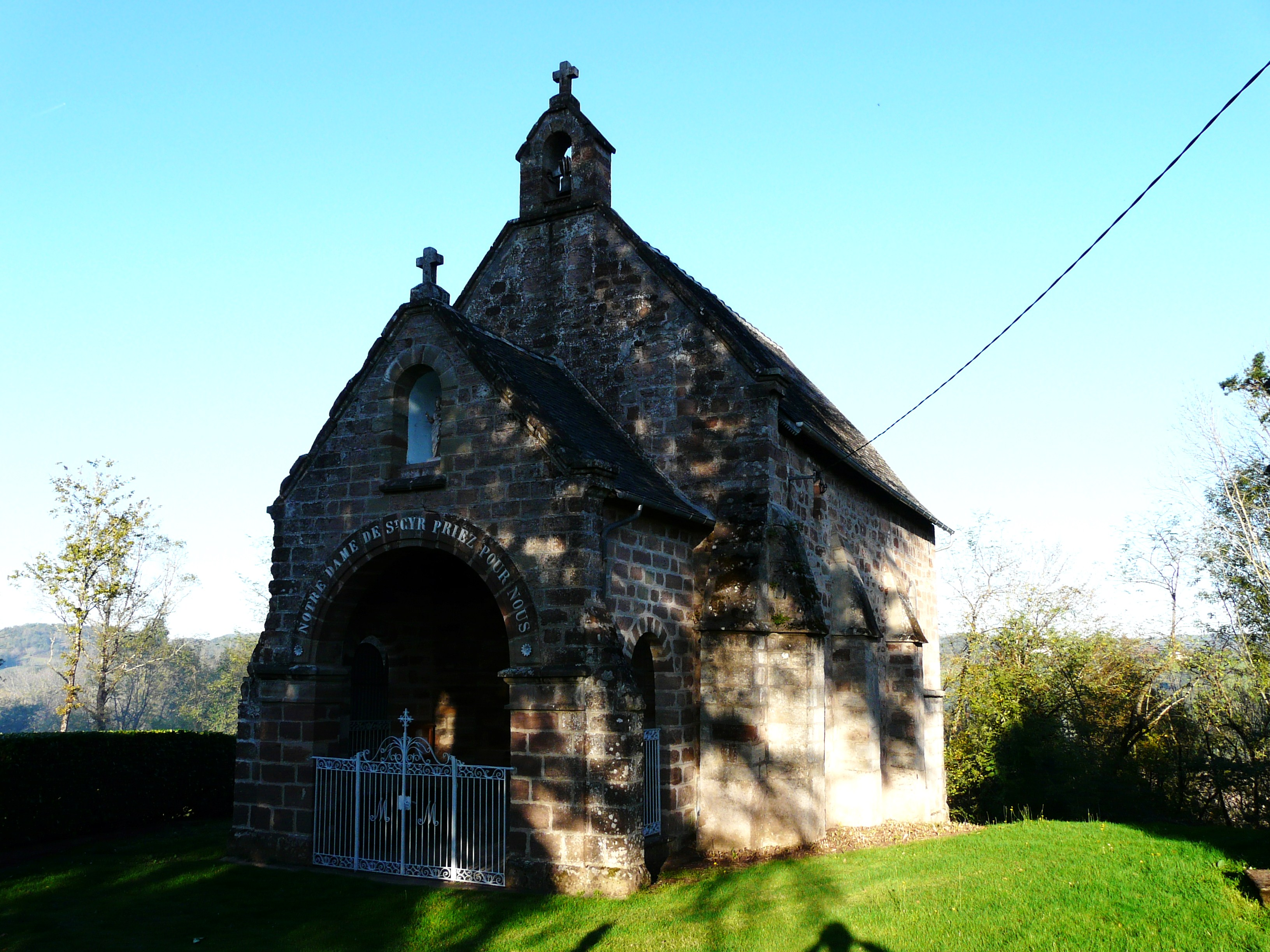
La chapelle Notre-Dame d’Aubepeyres.

Elle abrite une statue de procession représentant la Vierge à l’Enfant (XVe siècle), avec un ange adorateur (XVIe siècle),  (désinscrite) ; pendant la Révolution française, les statues avaient été placées dans une cache derrière l’autel, et n’ont été redécouvertes qu’en 1969 ;

### Le manoir

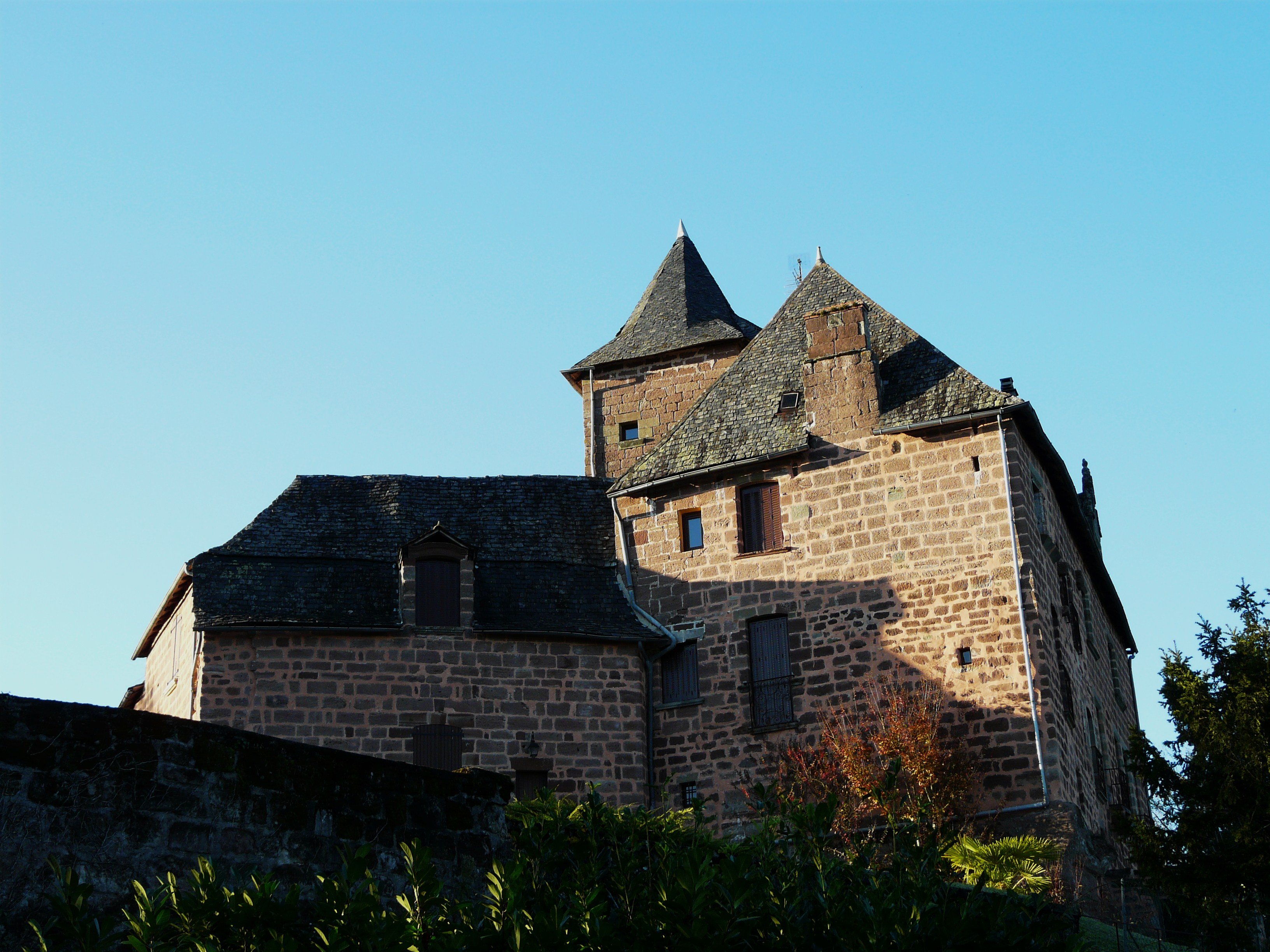
Le manoir.

Le manoir qui jouxte l'église appartint aux Pompadour qui étaient barons de Saint-Cyr. Il fut vendu par Jean III en 1656 à Jean Pascarel de Laplace, un ancêtre de l'actuelle propriétaire.
La tour carrée du XIVe siècle a été ouverte au XVIe siècle à la fin des guerres de religion. Au sommet existe un petit oratoire et les traces d'un escalier supérieur. Elle était flanquée d'une autre tour plus petite dont il reste des traces (portes, escalier, meurtrières), et peut-être d'une autre encore sur la vallée ainsi qu'un bastion avancé à la croisée des anciens chemins conduisant au Nicou et à Objat.
L'enceinte a été agrandie probablement au moment des guerres de religion pour protéger l'entrée de l'église par une meurtrière. Saint-Cyr était à l'époque la possession la plus méridionale des seigneurs de Pompadour (catholiques), en conflit ouvert avec les seigneurs de Turenne (protestants).
Certaines meurtrières sont protégées par des redents curvilignes pour détourner les projectiles des assaillants.
L'entrée principale ancienne (traces d'une herse) se trouvait autrefois entre les deux tours (se flanquant mutuellement), pour protéger l'entrée sud du village. Un bâtiment neuf y fut construit en 1743. L'agencement des pièces, des traces anciennes d'incendie et la présence de meurtrières intérieures prouvent que la maison principale a été construite sur de plus anciens bâtiments.
La porte blasonnée porte les initiales I.P., une coquille Saint-Jacques, et une date : 1575. À cette époque vivait Isabeau de Pompadour, "demoiselle de Saint Cyr".
À l'intérieur, une cheminée blasonnée porte les armes d'une union entre ancêtres des actuels propriétaires (armes bourgeoises et parlantes) probablement rajoutées au XVIIIe siècle sur un appareil plus ancien (armes des Pompadour ? ) attribué au début du XVIIe siècle.
Au-dessus du porche de l'entrée actuelle subsistent quelques trous pour les pigeons.
À l'exception d'une seule, donnant sur la vallée du Mayne, les fenêtres à meneaux ont été remplacées par des fenêtres avec balcons de fer forgé probablement au XVIIIe siècle.
À l'intérieur du manoir, un escalier à vis en pierre possède une remarquable volée. La charpente du grenier a la forme d'une carène de bateau renversée.
En 1967, un petit trésor en louis d'or a été retrouvé dans une vieille armoire ; le propriétaire des lieux, ancien maire du village pendant la Révolution, n'avait visiblement pas changé tout son or en assignats.

## Héraldique
| Blason de Saint-Cyr-la-Roche | Blason  | D'azur au lion d'or accompagné à senestre d'une épée haute d'argent garnie d'or, au franc-canton senestre d'azur à trois tours d'argent maçonnées de sable. |
| Blason de Saint-Cyr-la-Roche | Détails | Le statut officiel du blason reste à déterminer. |

## Événements et manifestations
La paroisse fait l'objet d'un pèlerinage à la Sainte Vierge le 8 septembre.